# Charlot a la una de la madrugada
Charlot a la una de la madrugada o Charlot noctámbulo (título original: One A. M.) es un cortometraje mudo estadounidense dirigido por Charles Chaplin y Edward Brewer en 1916. Fue el primer filme en que actuaba solo, salvo una breve escena en que aparece Albert Austin en el papel de taxista. 

## Sinopsis
Charlot llega en taxi a su casa después de una noche de juerga. Borracho como una cuba, no encuentra en sus bolsillos la llave de la puerta de entrada, por lo que se cuela por la ventana, pero nada más entrar, encuentra al fin la llave, por lo que vuelve a salir por la ventana para entrar por la puerta. El corto trecho que separa el umbral de esta de su dormitorio se convierte en una odisea: tendrá que mantener el equilibrio sobre alfombras deslizantes, luchar con salvajes animales disecados, vérselas con una mesa de tablero giratorio que le impide coger la botella que hay encima, escalar las empinadas escaleras y recibir la agresión del desmesurado péndulo de un reloj. Pero una vez alcanzado su destino, aún tendrá que batallar con su moderna cama, cuyo mecanismo hace que parezca tener vida propia. Finalmente, acabará durmiendo la mona en la bañera.

## Crítica
Película singular de Chaplin, una pantomima pura en la que, en una suerte de animismo, los objetos se vuelven contra él. Chaplin no tenía buena opinión sobre esta película y, por otra parte, los críticos se dividieron: para algunos es un mero juego de manos; para otros, la esencia de la comedia. 